# Barbara Hoyt
Pour les articles homonymes, voir Hoyt.
Barbara Hoyt, née le 27 décembre 1951 à Coeur d'Alene (Idaho) et morte le 3 décembre 2017, est une infirmière américaine connue pour avoir été membre de la "famille Manson", dirigée par Charles Manson.

## Liminaire
Barbara Hoyt devait être témoin dans les poursuites engagées par le procureur de district (District Attorney) Vincent Bugliosi contre Manson et ses partisans pour les meurtres de Tate-LaBianca, dans l'un des procès pour meurtre les plus médiatisés de l'histoire.

## Biographie
Barbara Hoyt vivait avec la famille Manson au Spahn Ranch près de Chatsworth, à Los Angeles, en Californie.
En 1971, cinq disciples de Manson — Catherine "Gypsy" Share, Lynette "Squeaky" Fromme, Dennis Rice, Steve "Clem" Grogan et Ruth Ann "Ouisch" Moorehouse — sont  accusés de tentative de meurtre après avoir comploté pour l'assassiner et donc de l'empêcher de témoigner lors du procès pour meurtre de Tate / LaBianca.
Moorehouse devait attirer Barbara Hoyt à Honolulu (Hawaï), afin qu'elle ne puisse pas témoigner. Une fois à Hawaï, si Hoyt ne pouvait être convaincue de ne pas témoigner, Moorehouse devait la tuer. Le 9 septembre 1971, alors que Hoyt se préparait à embarquer sur son vol de retour vers la Californie, il a été allégué que Moorehouse a acheté à Hoyt un hamburger et y avait mélangé une multidose de LSD puis l'avait quittée et s'était envolée pour la Californie. Cependant Hoyt a survécu à cette tentative de meurtre.
Share et les autres ont d'abord été accusés de tentative de meurtre ; l'accusation a ensuite été réduite à celle de complot visant à dissuader un témoin de déposer.
Share, Fromme, Rice et Grogan ont purgé une peine de 90 jours dans la prison du comté de Los Angeles. Moorehouse n'a jamais purgé sa peine, car elle n'a pas comparu à l'audience de détermination de la peine.